# Юхтман Яків Петрович
Юхтман Яків Петрович (14 січня 1935, Воронеж — 26 січня 1985, Нью-Йорк) — радянський, американський шахіст, майстер спорту СРСР (1956) 

Чемпіон України з шахів 1953 року.

## Життєпис
Яків Юхтман навчився грати в шахи у 13-річному віці в Ташкенті, куди він переїхав з матір'ю після евакуації в часи другої світової війни. Ледве вміючи читати і писати, Яків був дуже азартним та справжнім генієм настільних ігор, він грав у все: від хрестиків та нуликів до карт і, зрозуміло, шахів і шашок, з чого й годувався. Але головною його любов'ю були все-таки шахи!
В 1950 році Яків став чемпіоном Узбекистану серед юнаків, а також срібним призером чемпіонату Узбекистану серед дорослих. Його талант не залишився непоміченим. В 1951 році Юхим Геллер перевіз його в Одесу, де за короткий час Яків розвинув свій талант та досяг феноменальних успіхів ставши чемпіоном Одеси та чемпіоном України 1953 року. В цей час Юхтман успішно грає в великій кількості турнірів по всьому Радянському союзу, особливо сильно він проводив партії з блискавичних шахів, перемагаючи М.Таля, Д.Бронштейна, Б.Спаського, Ю.Геллера та інших шахістів. Яків Юхтман не знав теорії та ніколи всерйоз не займався аналізом шахів, як інші відомі шахісти, зате він мав товстий зошит, де були зібрані прокоментовані їм власні партії, в основному переможні. «Все, що треба знати про шахи, знаходиться в цьому зошиті», — стверджував він.
Після служби в армії проживав в Москві, в 1956 році отримав звання майстра спорту. В 1959 році посів 14 місце на чемпіонаті СРСР, при цьому в першому турі здобув перемогу над Михайлом Талем.
В кінці 1959 року рішенням Федерації шахів СРСР Яків Юхтман був позбавлений звання майстра спорту та дискваліфікований на 3 роки за «вчинки ганебні звання радянського спортсмена».
В 1964 році Юхтман повернувся в Одесу. Виступаючи у різних турнірах, рідко добивався високих результатів. Винятком став 33-й чемпіонат України, в якому він розділив 2-3 місця з Юрієм Сахаровим.
В 1972 році емігрував в Ізраїль. Пізніше коли зрозумів, що в Ізраїлі йому нічого не світить при його розгульному способі життя, переїхав зі скандалами до США, без права будь-коли відвідувати Ізраїль.

### Цитати відомих шахістів про Якова Юхтмана
- «Перед ним повинен тремтіти будь-який суперник»  — чемпіон світу Тигран Петросян;

- «Самородок. Великий самородок» — віце-чемпіон світу Віктор Корчний;

- «Яків Юхтман — один з найяскравіших природних талантів, з яким я зустрічався в шахах»  — гросмейстер Володимир Тукмаков;

- «Яків Юхтман заслуговував, щоб стати гросмейстером. Його природний дар і оригінальний стиль гри могли б принести йому багато перемог в турнірах високого рівня. Я б порівняв його шаховий дар з більш успішною, але також більш трагічною фігурою Леоніда Штейна. На жаль, Юхтман, як і багато інших людей, став жертвою радянської системи. Його дискваліфікація — це лише ще один приклад сталінського тези: „Немає людини — немає проблеми“, який використовувався повсюдно в Радянському Союзі, включаючи наш маленький світ шахів»  — гросмейстер Лев Альбурт, триразовий чемпіон України та США.

## Турнірні результати
| Рік  | Місце проведення | Турнір                             | Результат | + | — | = | Місце   |
| ---- | ---------------- | ---------------------------------- | --------- | - | - | - | ------- |
| 1950 |                  | Чемпіонат Узбекистану              |           |   |   |   | Silver  |
|      |                  | Чемпіонат Узбекистану серед юнаків |           |   |   |   | Gold    |
| 1952 | Київ             | 21-й чемпіонат України             | 8 з 15    | 6 | 5 | 4 | 7 — 9   |
| 1953 | Київ             | 22-й чемпіонат України             | 10 з 13   | 8 | 1 | 4 | Gold    |
| 1956 | Москва           | 34-й чемпіонат Москви              | 8½ з 15   | 6 | 4 | 5 | 4 — 5   |
|      | Тбілісі          | Півфінал 24-го чемпіонату СРСР     | 10½ з 19  | 6 | 4 | 9 | 8 — 9   |
| 1957 |                  | Чемпіонат товариства «Спартак»     |           |   |   |   | — 4     |
| 1958 | Москва           | 36-й чемпіонат Москви              | 7½ з 15   | 4 | 4 | 7 | 7 — 9   |
|      | Баку             | Півфінал 26-го чемпіонату СРСР     | 10½ з 15  | 6 | 0 | 9 | 2       |
| 1959 | Тбілісі          | 26-й чемпіонат СРСР                | 8½ з 19   | 4 | 6 | 9 | 14      |
|      | Москва           | 36-й чемпіонат Москви              | 9 з 15    | 6 | 3 | 6 | 4 — 5   |
| 1964 | Київ             | 33-й чемпіонат України             | 13 з 19   | 9 | 2 | 8 | — 3     |
| 1966 | Київ             | 35-й чемпіонат України             | 8 з 17    | 4 | 5 | 8 | 10 — 11 |
| 1967 | Київ             | 36-й чемпіонат України             | 7 з 13    | 7 | 6 | 0 | 19 — 23 |
| 1969 | Івано-Франківськ | 38-й чемпіонат України             | 8 з 15    | 6 | 5 | 4 | 7 — 10  |